# Rzeczyca Sucha
Rzeczyca Sucha – wieś w Polsce położona w województwie świętokrzyskim, w powiecie sandomierskim, w gminie Dwikozy.
Wieś (przedmieście) położone w starostwie sandomierskim była własnością Sandomierza w 1629 roku.  
| SIMC    | Nazwa    | Rodzaj    |
| ------- | -------- | --------- |
| 0790485 | Sachalin | część wsi |
| 0790491 | Wodenica | część wsi |

W latach 1975–1998 miejscowość administracyjnie należała do województwa tarnobrzeskiego.